# Per Møller (borgmester)
Per Møller (født 28. oktober 1931, død 5. april 2010) var en dansk kommunalpolitiker, der var borgmester i Rødovre Kommune fra 1979 til 1994, valgt for Socialdemokratiet.
Per Møller var uddannet elektriker og arbejdede blandt andet på Burmeister & Wain i København.
Han begyndte sit politiske engagement i DSU, som han var lokalformand for i hovedstaden. Han blev siden ansat i Arbejderbevægelsens Informations Central, men da denne organisation blev nedtrappet, vendte han tilbage til elektrikerjobbet på B&W. Det var dog kun for en kort bemærkning, idet han blev ansat som konsulent i Hjemmeværnet. Her blev han frem til 1979, hvor han blev borgmester.
Han overtog borgmesterposten efter Einar Dahl-Nielsen og stod i sine år som borgmester blandt andet for etableringen af Rødovregård med Heerup Museet og Viften med biograf og koncerthus. Folkeskolen i Rødovre blev fremhævet som en af landets bedste, og han lagde både vægt på almene boliger og erhvervsudvikling, hvilket i de år blandt andet udkrystalliserede sig i en udvidelse af Rødovre Centrum.
Ved en urafstemning blev han vraget som socialdemokratisk borgmesterkandidat forud for valget i 1993. Partiet valgte i stedet Erik Nielsen som sin frontfigur.
Per Møller opstillede ved valget i 1993 på sin egen liste, der kom ind med hans ene mandat, men som politisk ikke kom til at spille nogen stor rolle. Han udtrådte af byrådet med udgangen af 1997.